# Bougous
Bougous (arabisch: بوقوس) ist eine algerische Gemeinde in der Provinz El Tarf mit 10.567 Einwohnern. (Stand: 1998)

## Geographie
Die Gemeinde Zitouna befindet sich westlich der Gemeinde. Außerdem befindet sich Bougous westlich der tunesisch-algerischen Grenze.